# Comics Camp, Comics In
Comics Camp Comics In (CCCI) fue un fanzine español sobre la historieta editado entre 1972 y 1975 por el sello "Comics 90" de Mariano Ayuso. Contó con 12 números ordinarios y 2 boletines y se dedicó fundamentalmente al estudio de los grandes clásicos del cómic estadounidense, aunque incluyó también noticias de actualidad y críticas de obras de más modernas.

## Trayectoria
"Comics Camp Comics In" fue la tercera revista sobre historietas editada en España, tras Cuto (1967) de Luis Gasca y Bang! (1968) de Martín.
Entre sus colaboradores destacaron Faustino R. Arbesú, Esteban Bartolomé, Juan Antonio de Blas, José Luis Durán, José Luis González Lago, Jesús Miguel Laguardia Fuertes, Enrique López, Francisco López Mora, Antonio Martín, Enrique Martínez Peñaranda, Juan Muñoz, José Ignacio Olsen, Miguel Ruiz Márquez, Luis Sánchez, Víctor Luis Segalá, Francisco Tadeo Juan y Pedro Tabernero.
Tras el cierre de Comics Camp Comics In, Mariano Ayuso lanzaría en 1976 Sunday Comics, con una distribución mucho mejor.